# متلازمة كاربنتر
متلازمة كاربنتر (بالإنجليزية: Carpenter syndrome)‏ أو تسنم الرأس وارتفاق الأصابع العنشي النوع الثاني (بالإنجليزية: acrocephalopolysyndactyly type 2)‏ هي مجموعة من الأمراض الوراثية النادرة التي تعرف باسم (اختلال البروتينات الحاملة للأسيل) والتي تتميز بالتحام أصابع القدم، والانغلاق المبكر للمفاصل الليفية خصوصاً تلك الموجودة بالجمجمة فتسبب لها التهابات قد تؤدي بدورها إلى زيادة التعظم في تلك المفاصل(تَعَظُّمُ الدُّروزِ الباكِر) ومن ثم إلى زيادة حجم الرأس. وقد سمي هذا المرض نسبة إلى العالم الطبيب البريطاني: جورج كاربنتر (George Carpenter) الذي اكتشفه عام 1900 ميلادي. مرض كاربنتر هو مرض وراثي متنحي صبغي (جسدي) (بالإنجليزية: Autosomal Recessive)‏.
والمرض بشكل عام يسبب عيوب خلقيه تشمل الجمجمة والوجه وأصابع اليد والقدمين وفي بعض الأحيان يشمل القلب. تؤثر على الذكور والإناث على حد سواء.. لا يعرف بالضبط كيفية حدوث المرض. حوالي 100 حالة تم وصفها في المؤلفات الطبية في جميع أنحاء العالم، لذلك فانه من المقدر ان المرض يحدث في واحدة في 1000000 مولود حي. وهذا يثبت على أن نادرة الحدوث. ويتنقل عن طريق الوراثة بواسطة الكروموسومات من النوع المتنحي «الغير سائد» وهذا يعني أن الفرد يستقبل زوجين من الجينات المعيبة، من أحد الأبوين وبالتالي يسبب يتطور هذا المرض
و من خصائص المرض ما يلي: •جمجمة عالية (شكل البرج) •نقصان في الطول •السمنة •نقص في القدرات العقلية

## الأعـــراض
- انغلاق مبكر في المفاصل الليفية الموجودة بالجمجمة ويوصف بأنه عبارة عن تلاحم عظام الجمجمة مع بعضهم لبعض ". وهذا يسبب نمو غير طبيعي بالجمجمة، فينتج إن الرأس قد يبدو قصيرة وعريضة أو على شكل مخروط.
- ملامح الوجه كالآتي : تشوه بالإذن، جسر الأذن يكون مسطح، ونمو ناقص بأعلى وأسفل الفك.
- أصابع اليد والقدم تكون قصيرة وتكون على شكل قدم البط متلاصقة ببعضها. والبعض عندهم أصابع إضافية بالقدم أو باليد.

وبالإضافة إلى ذلك، بعض الأفراد المصابين بهذا المرض يكون لديهم:
- عيب خلقي بالقلب(يظهر عند الولادة)ونسبه قليله من الأفراد يصابون بها، حوالي ثلث إلى نصف الأفراد.

ومن الأعراض أيضاً..
- فتاق بطني، * قصر القامة، * تخلف عقلي.

## الــتـشـخـيـص
بما أن المرض مرض وراثي.. الطفل ولد ومعه هذا المرض. فإن. التشخيص يستند على الأعراض الذي يظهر على الطفل مثل الأعراض المذكور سابقا «الجمجمة، ملامح الوجه، وأصابع اليدين والقدمين» وحتى الآن لا يوجد اختبار خاص وضع لتأكيد التشخيص. فحوصات الأشعة مثل الأشعة السينية، الأشعة المقطعية، قد تفيد في تصوير حالة الجمجمة والأطراف. والموجات الصوتية للكشف وتصوير ثقوب القلب. الاختبارات الجينية ستفيد في استثناء الأمراض الجينية الأخرى.

## الـــعـــــلاج
علاج هذا المرض يتوقف على أعراض الفرد. قد تكون هناك حاجة لعملية جراحية إذا كان يهدد الحياة مثل القلب «إذا وجد عيبا فيه». وممكن أن تستخدم عمليه جراحية لتصحيح الجمجمة عن طريق فصل عظام الجمجمة المتلاحمة مع بعضهم، لكي يسمح نمو الجمجمة بشكل طبيعي..
ويتم هذا عادة في بداية المراحل من الطفولة. وأيضا يمكن عمل عملية جراحية لفصل أصابع اليد والقدم (إن أمكن) قد يحسن مظهرهما ولكن ليس بالضرورة أن يحسن وظيفتهما. إن العلاج الطبيعي والمهني وعلاج النطق يساعد الفرد المصاب بهذا المرض أن يصل أقصى ممكن من التطوير والعلاج.

## علم الوراثة
ترتبط متلازمة كاربنتر مع طفرات في الجين RAB23 الذي يقع على الكروموسوم 6 عند البشر.

## معدّل الحدوث
إن متلازمة كاربنتر هو مرض وراثي جسمي مقهور مما يعني أن كلا الأبوين يجب أن يكون لديهم الجينات المعيبة من أجل تمرير هذا المرض إلى أطفالهم. حتى لو كان الوالدان يحملان الجينات المعيبة لا يزال هناك فقط 25% خطر أن يكون الطفل مصاب بهذه المتلازمة ولكن يكون أطفالهم ناقلين لهذه المتلازمة وقد ينقلونها إلى أبنائهم في حال كان أزواجهم هم أيضاً حاملي لهذه الجينات.